# Diocesi di Vanariona
La diocesi di Vanariona (in latino: Dioecesis Vanarionensis) è una sede soppressa e sede titolare della Chiesa cattolica.

## Storia
Vanariona, forse identificabile con le rovine di Ksar-Tyr nell'odierna Algeria, è un'antica sede episcopale della provincia romana della Mauritania Cesariense.
Unico vescovo conosciuto è il donatista Pelagio, che prese parte alla conferenza di Cartagine del 411, che vide riuniti assieme i vescovi cattolici e donatisti dell'Africa romana. La sede in quell'occasione non aveva vescovi cattolici.
Dal 1933 Vanariona è annoverata tra le sedi vescovili titolari della Chiesa cattolica; dall'11 novembre 2014 il vescovo titolare è Prosper Balthazar Lyimo, vescovo ausiliare di Arusha.

## Cronotassi

### Vescovi
- Pelagio † (menzionato nel 411) (vescovo donatista)

### Vescovi titolari
- Raymond James Vonesh † (5 gennaio 1968 - 16 agosto 1991 deceduto)
- Filipe Neri António Sebastião do Rosário Ferrão (20 dicembre 1993 - 12 dicembre 2003 nominato arcivescovo di Goa e Damão)
- Józef Piotr Kupny (21 dicembre 2005 - 18 maggio 2013 nominato arcivescovo di Breslavia)
- Prosper Balthazar Lyimo, dall'11 novembre 2014